# Edmund Hedicke
Franz Edmund Hedicke (* 31. August 1840 in Zerbst; † 1923/24 in Halle (Saale) (?)) war ein deutscher Altphilologe und Pädagoge, der vor allem durch seine Ausgabe des Alexanderromans von Curtius Rufus bekannt wurde.

## Leben
Hedicke ist der Sohn des Theologen und Pädagogen Heinrich Wilhelm Hedicke (* 21. Juni 1801 in Güsten), seit 1824 Prediger an der St.-Nikolai-Kirche, ab 1833 Direktor und Stadtschul-Inspektor in Zerbst.
Nach der Reifeprüfung am Zerbster Gymnasium 1859 studierte Hedicke Griechische und Lateinische Philologie an den Universitäten von Göttingen und Berlin, wo er 1862 mit einer Arbeit  über den römischen Historiker Curtius Rufus zum Doktor der Philosophie promovierte. Danach ging Hedicke in den Schuldienst und trat zunächst eine Stelle als Lehrer für Latein und Geschichte im heimatlichen Gymnasium in Zerbst an, wo er zudem am 31. Oktober 1863 zum dritten Alumnats-Inspektor berufen wurde. 1868 wechselte er als Ober-Lehrer an das Karls-Gymnasium in Bernburg. Es folgten Oberlehrerstellen in Bielefeld (1873) und Quedlinburg (1879), wo er zum 1. Oberlehrer und 1883 zum Gymnasialprofessor ernannt wurde. 1885 wurde er zum ersten Mal Direktor einer Vollanstalt und übernahm die Leitung des Gymnasiums in Sorau. Zuletzt war er ab 1898 Gymnasial-Direktor in Freienwalde (Oder).
In seiner philologischen Tätigkeit beschäftigte sich Hedicke weiterhin eingehend mit Curtius. Neben Untersuchungen zu Handschriftenfragen wie der 1870 erschienenen Schrift De Curtii fide atque auctoritate nahm Hedicke 1908 für die Bibliotheca Teubneriana eine Ausgabe dessen Historiae Alexandri Magni Macedonis vor, in der zum ersten Mal die Lesarten der fünf für die Überlieferung wesentlichen Handschriften „ziemlich vollständig aufgeführt“ wurden.
Daneben schrieb und veröffentlichte Hedicke textkritische Studien zu Tacitus und gab eine ebenfalls textkritische Ausgabe von dessen Agricola heraus. Während seiner Freiwalder Zeit veröffentlichte er als Programm-Abhandlungen die Studia Bentleiana sowie Cornelii Taciti de vita er moribus Iulii Agricolae liber.